# Renate Künast
Renate Elly Künast (ur. 15 grudnia 1955 w Recklinghausen) – niemiecka polityk i prawniczka, członkini Sojuszu 90/Zielonych, posłanka do Bundestagu, w latach 2001–2005 minister rolnictwa, polityki żywnościowej i ochrony konsumentów.

## Życiorys
Ukończyła socjologię na Fachhochschule w Düsseldorfie, w latach 1977–1979 była pracownikiem socjalnym w zakładzie karnym w Berlinie. Później podjęła studia na wydziale prawa Wolnego Uniwersytetu Berlina. W 1985 zdała państwowy egzamin prawniczy II stopnia, po czym podjęła praktykę w zawodzie adwokata.
W 1979 dołączyła do Alternativen Liste Berlin, na bazie której powstał berliński oddział Zielonych. W czasach studenckich brała aktywny udział w protestach przeciwko składowisku odpadów nuklearnych w Gorleben. W 1982 dołączyła do komitetu zarządzającego swojego ugrupowania. W latach 1989–2000 zasiadała w Izbie Deputowanych, od 1989 do 1990 i od 1998 do 2000 przewodniczyła frakcji Zielonych w berlińskim parlamencie.
W latach 2000–2001 obok Fritza Kuhna była współprzewodniczącą federalnych struktur Związku 90/Zielonych. W styczniu 2001 dołączyła do pierwszego rządu Gerharda Schrödera jako minister rolnictwa, polityki żywnościowej i ochrony konsumentów. Urząd ten sprawowała również w drugim gabinecie tego kanclerza do października 2005.
W 2002 po raz pierwszy uzyskała mandat posłanki do Bundestagu. Z powodzeniem ubiegała się o reelekcję w wyborach w 2005, 2009, 2013, 2017 i 2021. Od 2005 do 2013 pełniła funkcję współprzewodniczącej klubu deputowanych swojego ugrupowania. W 2011 była kandydatką Zielonych na burmistrza Berlina.